# Taenioides esquivel
Taenioides esquivel är en fiskart som beskrevs av Smith, 1947. Taenioides esquivel ingår i släktet Taenioides och familjen smörbultsfiskar. Inga underarter finns listade i Catalogue of Life.